# Stazione di Caprino Veronese
La stazione di Caprino Veronese fu la stazione terminale della linea ferroviaria non elettrificata Verona-Caprino. La stazione serviva il paese di Caprino Veronese.

## Storia
Inaugurata con l'apertura della ferrovia nel 1889 e venne chiusa con la chiusura del tratto Caprino-Domegliara.

## Strutture e impianti
La stazione disponeva di un singolo binario tronco e della rimessa locomotive. Aveva anche la funzione di deposito e di magazzino riparazioni.